# 麻叶花楸
麻叶花楸（学名：Sorbus esserteauiana）是蔷薇科花楸属的植物，是中国的特有植物。分布在中国大陆的四川等地，生长于海拔1,700米至3,000米的地区，多生长在山地丛林中，目前尚未由人工引种栽培。

## 别名
川西花楸（经济植物手册）